# Kimberly Jess
Kimberly Jess (ur. 30 stycznia 1992 w Rendsburgu) – niemiecka lekkoatletka specjalizująca się w skoku wzwyż.

## Osiągnięcia
- złoty medal mistrzostw świata juniorów (Bydgoszcz 2008)

## Rekordy życiowe
- skok wzwyż (stadion) – 1,90 (2008)
- skok wzwyż (hala) – 1,91 (2009)